# Charmes-la-Grande
Charmes-la-Grande település Franciaországban, Haute-Marne megyében. Lakosainak száma 160 fő (2022. január 1.). Charmes-la-Grande Mathons, Morancourt, Baudrecourt, Brachay, Charmes-en-l’Angle, Cirey-sur-Blaise és Doulevant-le-Château községekkel határos.

## Népesség
A település népességének változása:
| Lakosok száma | 221  | 150  | 150  | 168  | 162  | 159  | 156  | 153  | 156  | 160  |
|               | 1968 | 1982 | 1990 | 2006 | 2013 | 2015 | 2017 | 2019 | 2020 | 2022 |